# 珍妮·芭蕾

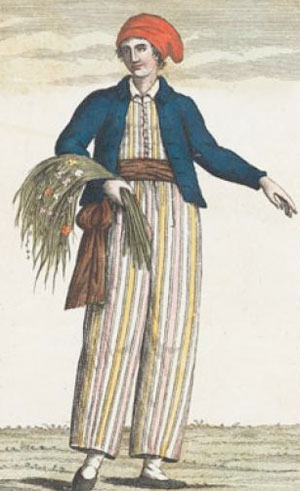
珍妮·芭蕾水手装扮的繪畫，創作於珍妮·芭蕾去世之後，這幅打扮為作者想象，可能與實際有所出入

珍妮·芭蕾（法語：Jeanne Baret，1740年7月27日—1807年8月5日）是全球第一位完成環遊世界的女性。1766年至1769年，其跟隨路易斯·安托万·德·布干维尔環球航行。當時珍妮·芭蕾是博物学家菲利伯·康默森的近侍和助手，由於路易斯·安托万·德·布干维尔的船隊禁止女性加入，珍妮·芭蕾只好伪装成一名男子混入船隊。